# Стасюк Денис Іванович
Дени́с Іва́нович Стасю́к (29 серпня 1919, село Мамаївці, Румунія, тепер Кіцманського району Чернівецької області — після 1998, село Мамаївці Кіцманського району Чернівецької області) — український радянський діяч, голова колгоспів «Маяк», імені Леніна Кіцманського району Чернівецької області. Герой Соціалістичної Праці (1966). Депутат Верховної Ради УРСР 8-9-го скликань.

## Біографія
Народився у селянській родині. З 1932 року працював у господарстві батьків у селі Мамаївці.
Під час другої світової війни служив у румунському робітничому батальйоні. З 1944 року служив у Радянській армії.
З 1946 р. — секретар Мамаївської сільської ради, з 1947 р. — голова правління Мамаївського споживчого товариства Чернівецької області.
У 1950 — 1953 р. — голова колгоспу імені Леніна села Новосілка (колишні Мамаївці) Кіцманського району Чернівецької області.
Член КПРС з 1954 року.
Освіта середня спеціальна. У 1956 році закінчив Чернівецьку середню сільськогосподарську школу.
У 1956 — 1969 р. — голова колгоспу «Маяк» села Ошихліби Кіцманського району Чернівецької області.
З 1969 р. — голова колгоспу імені Леніна села Новосілка (Мамаївці) Кіцманського району Чернівецької області.
Потім — на пенсії у селі Мамаївці Кіцманського району Чернівецької області.

## Нагороди
- Герой Соціалістичної Праці (22.03.1966)
- два ордени Леніна (22.03.1966;)
- орден Трудового Червоного Прапора
- орден Знак Пошани
- медалі